# Gun-Mari Lindholm
Gun-Mari Lindholm (née le 29 mars 1962) est une femme politique ålandaise.
Infirmière de profession, elle est élue au Lagting, le parlement régional, en 1999, sous l'étiquette Obunden Samling (elle prend la tête de ce parti en 2001). Elle entre au gouvernement le 27 novembre 2003 comme ministre des Affaires sociales et de l'Environnement, et conserve ce poste jusqu'au 9 janvier 2005. Elle retrouve ensuite son siège au Lagting, est réélue en 2007 et devient deuxième vice-présidente du Parlement. À la suite des élections de 2011, elle reçoit le portefeuille de l'Administration et des Affaires européennes au sein du gouvernement de Camilla Gunell.